# Paul Popovici
Paul Popovici (Popovics Pali) (Nagyvárad, 1948. június 21. – Nagyvárad, 2021. április 7.) magyar anyanyelvű, válogatott román labdarúgó, hátvéd, edző. Bátyja, Péter szintén labdarúgó volt, bár alacsonyabb szinten.

## Pályafutása

### Klubcsapatban
1957–58-ban a Nagyváradi Törekvés, 1958 és 1963 között a Nagyváradi Haladás, 1963–64-ben a Crișul Oradea korosztályos csapataiban kezdte a labdarúgást. 1964 és 1970 között a Crișul Oradea, 1971 és 1974 között az UTA Arad labdarúgója volt. 1974-ben visszatért Nagyváradra a Crișulról a FC Bihor Oradeára átnevezetett együtteshez. 1978–79-ben az Înfrățirea Oradea csapatában fejezte be az aktív játékot.

### A válogatottban
1971-ben háromszor játszott a román olimpiai válogatottban. 1972. április 23-án egy alkalommal szerepelt a román válogatottban egy Peru elleni barátságos találkozón. A bukaresti mérkőzés 2–2-es döntetlennel ért véget. Popovici helyére a 46. percben Petre Ivan állt be.

### Edzőként
1988–89-ban és 1990-ben a Bihor Oradea vezetőedzője volt.

## Statisztika

### Mérkőzései a válogatottban
| Románia | Románia           | Románia                        | Románia | Románia  | Románia  | Románia    | Románia | Románia |
| #       | Dátum             | Helyszín                       | Hazai   | Eredmény | Vendég   | Kiírás     | Gólok   | Esemény |
| ------- | ----------------- | ------------------------------ | ------- | -------- | -------- | ---------- | ------- | ------- |
| 1.      | 1972. április 23. | Bukarest, Köztársasági stadion | Románia | 2 – 2    | Peru     | barátságos | -       | 46'     |
|         | Összesen          |                                |         | 1        | mérkőzés |            | 0       | gól     |